# Monti (Sardynia)
Monti – miejscowość i gmina we Włoszech, w regionie Sardynia, w prowincji Sassari.
Według danych na rok 2021 gminę zamieszkiwało 2336 osób, 18,87 os./km². Graniczy z Alà dei Sardi, Berchidda, Calangianus, Loiri Porto San Paolo, Olbia i Telti.